# Barnes Foundation
La Barnes Foundation, o Fondazione Barnes, di Merino Station è situata a Merino Station, uno dei sobborghi di lusso di Filadelfia negli Stati Uniti; comprende opere a cavallo tra l'800 ed il '900.
Il museo espone opere di: Paul Cézanne, Giorgio de Chirico, Paul Gauguin, El Greco, Francisco Goya, Édouard Manet, Henri Matisse, Amedeo Modigliani, Claude Monet, Pablo Picasso, Pierre-Auguste Renoir, Henri Rousseau, Maurice Utrillo, Vincent van Gogh e altri.

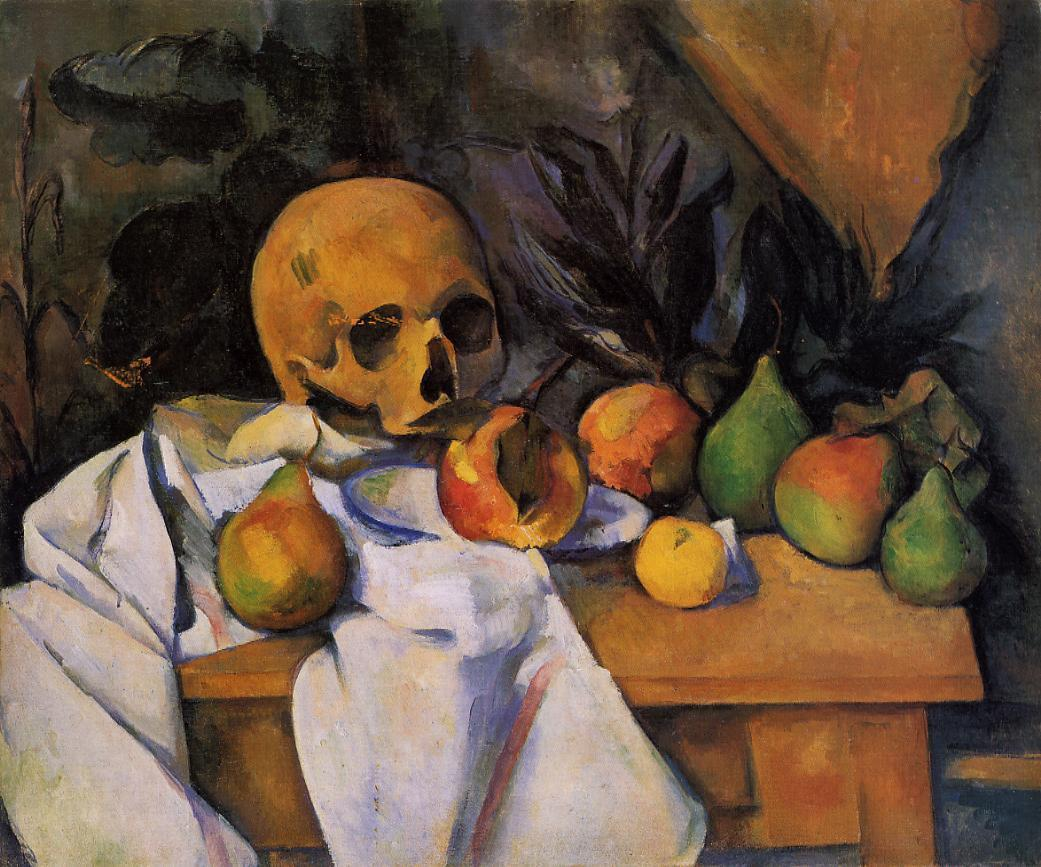
Paul Cézanne, Nature morte au crâne (1895-1900)

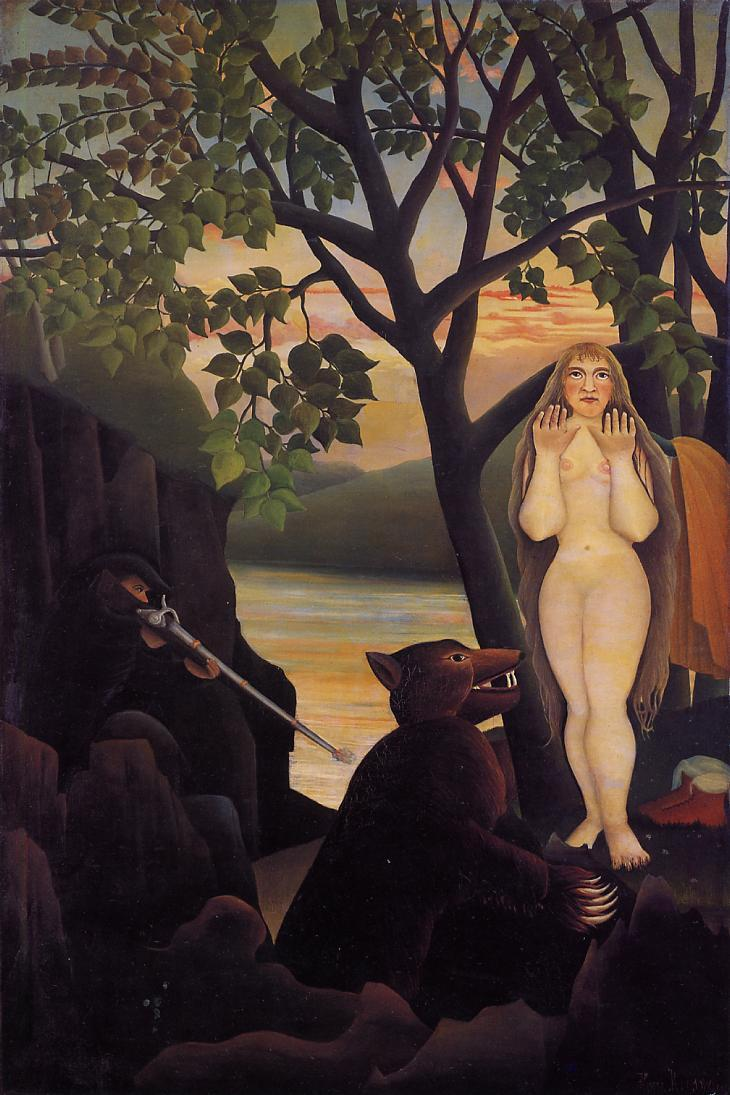
Henri Rousseau, Mauvaise surprise (1901)

## Le opere maggiori
Paul Cézanne
- Nature morte au crâne, 1895-1900

Gustave Courbet
- Donna dalle calze bianche, 1864

Henri Rousseau
- Mauvaise surprise, 1901

Georges-Pierre Seurat
- Le modelle, 1888
- Il donnaiolo, 1889-1890

Tiziano Vecellio

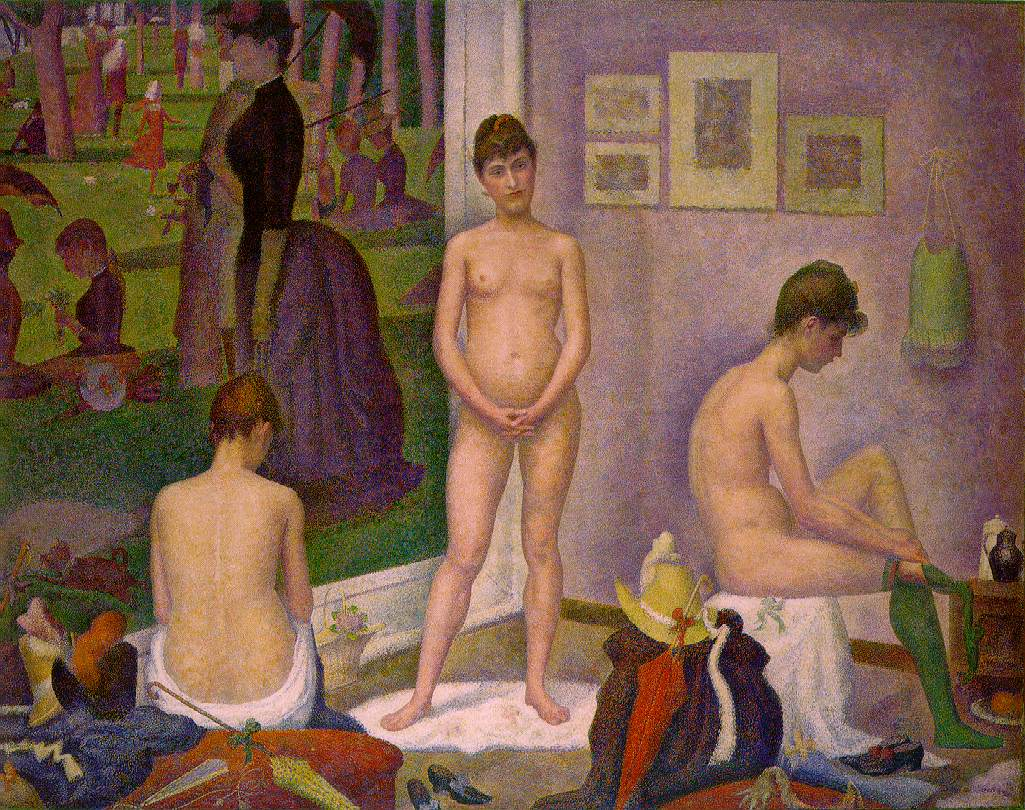
Georges-Pierre Seurat, Le modelle (1887-1888)

- Endimione dormiente e il suo gregge (attr.), 1508 circa